# Фотий (Кумидис)
Митрополи́т Фо́тий (греч. Μητροπολίτης Φώτιος, в миру Фри́ксос Куми́дис, греч. Φρίξος Κουμίδης; 6 мая 1911, Пафос — 19 мая 1983, Афины) — епископ Кипрской православной церкви, митрополит Пафский.

## Биография
В 1930—1934 годы обучался в Халкинской богословской школе.
В 1935 году он основал первую школу-интернат, но британское оккупационное правительство не позволило ему работать. В 1938 году он создал школы на окраине столицы. Опубликовал множество богословских статей в журналах и газетах.
Позже в качестве члена Всемирного совета церквей, изучал теологию и философию в Оксфордском университете, который окончил в 1946 году. По возвращении на Кипр стал представителем Церкви во Всекипрской гимназии.
В 1949 году перешёл в Александрийский Патриархат и стал редактором журнала «Πάνταινος». Там был рукоположён в сан диакона и священника.
В 1950 году перешёл в Американскую архиепископию и уехал в США, преподавал в Богословской школе Святого Креста в Бруклайне.
9 сентября 1951 года был избран митрополитом Пафским. 10 ноября того же года хиротонисан во епископа Пафского с возведением в сан митрополита.
В 1953 году столкнулся с результатами землетрясения как в самом городе так и в области Пафоса. Здание митрополии получило достаточно серьёзные повреждения. В качестве временной меры пришлось установить палатки в соседнем саду.
В феврале 1956 года покинул Кипр под нажимом британских оккупационных властей, а 9 марта того же года был тайно взят под стражу и сослан на Сейшельские острова архиепископ Макарий III, после чего из архиереев на Кипре остались митрополит Китийский Анфим (Махериотис) и хорепископ Саламинский Геннадий (Махериотис).
Долгое время находился за границей и 29 апреля 1957 года отбыл из Америки в Грецию, был сочтён народом Пафоса недостойным для возвращения на митрополичью кафедру. В своём обращении к архиепископу Макарию III, вынужденно жившему на тот момент в Афинах, представители народа Пафоса просили архиепископа Макария указать митрополиту Фотию уйти отставку с Пафской кафедры.
В марте 1959 года, после принятия Цюрихско-Лондонского соглашения, Архиепископ Макарий III и митрополит Киренийский Киприан (Кириакидис) смогли возвратиться на Кипр. В апреле вернулся на Кипр и митрополит Пафский Фотий и 7 мая вышел на покой.
21 октября 1964 года прибыл в Мельбурн (Австралия). Лидеры нескольких греческих приходов, отделившихся от Австралийской архиепископии Константинопольского Патриархата, образовавших Федерация Греческих Православных Общин Австралии, приняли митрополита Фотия с энтузиазмом. Архиепископ Австралийский Иезекииль (Цукалас) в телеграмме Патриарху от 24 октября потребовал незамедлительно лишить Фотия сана и объявить все его священнодействия недействительными.
В том же году был подвергнут прещениям со стороны Священного Синода Константинопольского Патриархата.
В качестве викария привлёк старостильного епископа Саламинского Феоклита. Однако сотрудничество митрополита Фотия и Федерации долго не продолжилось. В начале мая 1965 года он объявил лидерам Федерации, что собирается вернуться в США. 24 мая после бесплодного семимесячного пребывания в Австралии, он уехал в Америку.
Спустя несколько месяцев Фотий принёс покаяние и был восстановлен в качестве митрополита на покое с титулом «Пафский» и уехал в Афины.
C 3 июня 1970 по 19 апреля 1975 года — президент 6-й Административного совета Ассоциации выпускников Халкинской богословской школы. С 24 апреля 1975 по 14 апреля 1976 — президент 7-й Административного совета Ассоциации выпускников Халкинской богословской школы.
Скончался 19 мая 1983 года в Афинах.